# Shabtin
Shabtin (en árabe: شبتين‎) es una localidad palestina de la gobernación de Ramala y Al Bireh en Cisjordania, Estado de Palestina. La Oficina Central de Estadísticas de Palestina (PCBS) estima que en 2023 su población era de 1278 habitantes.

## Geografía
Shabtin se encuentra a 16,4 kilómetros al noroeste de Ramala. La superficie total del municipio era de 4478 dunams (447,8 ha) en 2012. Limita al este con Al-Itihad, al norte con Shuqba, al oeste con Ni'lin y Deir Qaddis al sur.
Se sitúa a una altitud de 243 m sobre el nivel del mar, y recibe 554,3 mm de precipitación media anual, con aproximadamente 61 % de humedad media anual. La temperatura media anual es de 19° C.

## Administración israelí
En virtud del acuerdo de Oslo II firmado en 1995, 32,4 ha (7,2% de la superficie total) corresponden al Área B, donde el Estado de Palestina ejerce el control civil pero Israel se encarga del poder militar. La mayoría de los habitantes de Shabtin residen en el Área B. Las 415,4 ha restantes (92,8% de la superficie total) corresponden al Área C, bajo control absoluto de Israel.
El gobierno israelí confiscó 374 dunams de tierra de Shabtin para la construcción de los asentamientos israelíes de Nili y Na'aleh al sur del pueblo, asentamientos que se extienden también sobre tierras de los pueblos de Deir Qaddis y Al-Itihad.